# Галапагоська височина

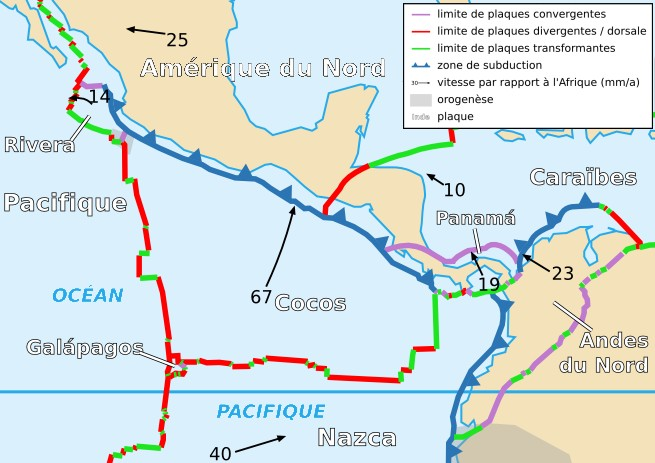
Розташування Галапагоської височини

Галапагоська височина — дивергентна границя, розташована між узбережжям Південної Америки та трійником плити Наска, Кокос та Тихоокеанської плит.
Вулканічно активні Галапагоські острови існують над Галапагоською гарячою точкою на Галапагоській височині.
Галапагоська мікроплита — маленька океанічна тектонічна плита, що піднімається на південний схід від трійника.
Хребет Кокос знаходиться на північний схід від Галапагоських островів до узбережжя Коста-Рики та Панами.
Хребет Карнегі знаходиться майже на схід від Галапагоських островів до еквадорського узбережжя.
Галапагоська височина — вулканично-активний хребет.
Вулкан Фернандіна на острові Фернандіна, розташований на найзахіднішому острові пасма, зазнав виверження 12 травня 2005 року, викинувши колону попелу, яка піднялася на висоту 7 км від тріщини на західній стороні вулкана.
Вулканічний попіл випав на сусідньому острові Ісабела.
Вулкан Альседо на острові Ісабела востаннє вивергався в 1950-х роках.